# Ginette Cals
 (mai 2016).
Si vous disposez d'ouvrages ou d'articles de référence ou si vous connaissez des sites web de qualité traitant du thème abordé ici, merci de compléter l'article en donnant les références utiles à sa vérifiabilité et en les liant à la section « Notes et références ».
Ginette Cals,  née Geneviève Girard à Paris le 8 août 1921 et morte le 18 août 2019 à Cauro, est une peintre et sculptrice française. 
Son œuvre est resté, par choix[réf. nécessaire], en grande partie confidentiel. Fascinée par l’humain et la nature, elle a amassé un nombre considérable de dessins et peintures à l’huile sur ces thèmes. D’expression réaliste pour ce qui est de l’œuvre peint (avec quelques incursions réussies dans le domaine du symbolisme et de l’expressionnisme), c’est l’abstraction qui marque son travail de la pierre.

## Biographie

### Enfance et formation
Sa mère Mireille, Parisienne d’origine marseillaise, est la fille de Louis-César Gay, directeur de l’école des Travaux publics de Cachan mort prématurément. Petite-main dans une maison de couture, elle a épousé Joseph Girard, ouvrier couturier. Issu par sa mère d’une vieille famille de tailleurs de Millau (Aveyron), les Alric, Joseph s’est installé à Paris en 1909 et travaille dans les plus grandes maisons de couture (Krieg, Lanvin). Il a participé aux nombreux mouvements de lutte ouvrière qui ont agité le monde de l’industrie textile au début du siècle et a découvert les arts (peintures, musique, spectacle, etc.) dans l’effervescence intellectuelle qui régnait dans la Capitale avant-guerre. Engagé en 1919 comme mécanicien pilote dans l’armée d’Orient, il sera cantonné successivement à Salonique puis Constantinople d’où il ramènera photos et écrits. Imprégné de l’esprit libertaire très ancré dans le Midi de la France, particulièrement à Millau[Interprétation personnelle ?], il communiquera à sa fille aînée ces idéaux humanistes, ses connaissances, sa soif d'apprendre et sa curiosité[style à revoir].
Les époux Girard et leurs deux aînées rejoignent Millau en 1925 où réside la famille paternelle et s’installent au 4 de l’avenue Gambetta. Le père ouvre une boutique de tailleur surmontée d’un petit deux-pièces qu’occupe la famille qui compte bientôt cinq enfants (Ginette, Simone, Thérèse, Mireille et Jacqueline). Ils parviennent quelques années plus tard (en 1933), grâce à la loi Loucheur, à construire une maison rue du Rêve (actuelle rue Henri-Fabre) sur les hauteurs de Millau. L’entre-deux-guerres est marqué par des conditions de vie difficiles dont la grande grève de 1935 va accentuer la dureté. Le front populaire en 1936, mais aussi la guerre civile espagnole participent à l’éducation sociale et politique de la jeune fille, ainsi que la période incertaine qui s’ouvre avec la déclaration de la guerre, en septembre 1939. 
En 1940, après l'obtention du baccalauréat, elle s’inscrit aux beaux-arts à Montpellier et suit en même temps les cours pour le professorat de gymnastique (qui sera rapidement interdit aux femmes par les lois anti mixité de Pétain). En 1941, elle rencontre et fréquente Pierre Soulages. S’ils sont attirés l’un par l’autre, unis par le goût des débats intellectuels, Ginette, tenue par un serment de bonne conduite fait à son père avant de partir, évite d’aller plus loin dans la relation et rompt[réf. nécessaire]. Ils se croiseront à nouveau à deux reprises. C’est aussi à Montpellier qu’elle fait la connaissance d’Albert Féraud (1921-2008) qui restera son ami sa vie durant.
En 1942, elle s’inscrit aux beaux-arts de Toulouse pour y suivre l’enseignement de la sculpture et prépare un concours pour les beaux-arts de Paris. Elle remporte celui-ci mais le jury décrète qu’une jeune fille de cet âge n’a pu réaliser seule un bas-relief de cette qualité et la disqualifie[réf. nécessaire]. À la rentrée suivante, elle s’inscrit à l’école nationale des arts décoratifs de Nice où elle ne reste que quelques mois, pourtant décisifs : elle y reçoit un enseignement du dessin qu’elle juge « libératoire » et ses professeurs en sculpture et décoration l’encouragent à travailler seule. Rentrée à Millau, elle poursuit son travail de recherche et, outre des copies de tableaux du Louvre qu’elle vend à des amateurs, elle réalise des moulages et des sculptures – dont le buste du philosophe Roger du Teil réfugié à Millau. Elle est initiée à l’aquarelle par le peintre anglais Joseph Milner Kite (1860-1945), qui, vivant dans la plus grande misère, trouve un peu d'aide auprès de la famille Girard. 
De 1943 à 1945, Ginette Cals et son père participent à des opérations de soutien aux maquis de la région et à des activités de Résistance. 
À la libération de Millau (août 1944), elle est intégrée aux Forces françaises libres et affectée au 5e bureau propagande sous les ordres du commandant Charles (Raymond Fournier). Ginette Cals rencontre aussi dans cette période Pierre Cals (Simon Vedel au maquis). Originaire d’Albi, il a quitté le lycée Saint-Louis à Paris pour rejoindre le maquis FTPF d’Ols (Aveyron) dirigé par le commandant Marc (François Vittori, 1910-1996). 
Ginette Cals est incorporée à la première armée FFI au grade de lieutenant. Son mari et elle rejoignent le front d’Alsace fin 1944 où Ginette accomplit une mission de correspondante de guerre. Leurs unités sont affectées au Valdahon, siège de l’état-major FFI. Ginette côtoie les hommes de la Brigade légère du Languedoc (BLL, futur 80e RI) dont elle réalise des portraits à la mine de plomb, et rencontre Maurice Buckmaster du SOE.

### Dessins et peintures
Ginette Girard épouse Pierre Cals en février 1945. En avril 1945, elle est reçue aux Beaux-Arts (1re en sculpture et 4e en dessin). Son époux est reçu premier au concours de l’I.G.N. et entame sa formation d’ingénieur des Travaux géographiques. Ils s’installent dans un appartement-atelier Villa Michel-Ange (Paris 16e). Les études de Ginette Cals se déroulent selon un principe d’alternance : inscrite successivement dans les ateliers Janniot, Leygue, Marcel Gimond, Georges Saupique et Jean Souverbie (elle suit leur enseignement en peinture, architecture et sculpture), elle accompagne son mari, plusieurs mois par an, pour des missions de relevés topographiques (« brigades IGN »). Ils font ainsi de longs séjours au Maghreb : Algérie (1947-1948 puis 1949-1950), Maroc (1949) et Tunisie (1951). Vivant dans les endroits les plus reculés, dans des conditions sommaires, ils sont en contact avec les populations locales de petits éleveurs et de paysans, hommes, femmes et enfants. Ginette Cals ramène des centaines de photos, de dessins et d’aquarelles des personnes qu’elle rencontre. Elle fait de même pendant leurs séjours dans les campagnes françaises (région parisienne, Sud de la France) et lors des longues visites d’étude qu’elle fait dans les pays méditerranéens – Italie, Espagne principalement – où elle découvre sites architecturaux et musées. En 1952, naît sa fille Florence. Les nouvelles affectations concerneront désormais plutôt le Sud de la France (des Charentes aux Alpes, de l’Auvergne à la Corse)[réf. nécessaire]. 
À Paris, elle fait la connaissance de Francis Bott (1904-1998) – comme elle, il avait rejoint les FTPF dans l’Aude près d’Aurillac (Cantal) après avoir vécu dans la clandestinité en gagnant sa vie comme bûcheron – avec lequel elle se lie d'amitié. Parallèlement à ces déplacements, elle  travaille sur différents projets parisiens. Elle est choisie en 1951 par André Lurçat (1894-1970) pour la réalisation d’un bas-relief de 15 × 3,60 pour le groupe scolaire Auguste-Blanqui de Saint-Ouen (Seine-Saint-Denis) dont l’agence Ohnenwald dirige la reconstruction. Par ailleurs, elle réalise à l’atelier Laverdet, 750 m2 de décors pour les ballets africains de Fodéba Keïta (1921-1969) présentés en 1955 au théâtre des Champs-Élysées. 
Elle fréquente plusieurs troupes de danseurs dont elle réalise de nombreuses études au trait et des portraits posés. Parmi ces artistes, Carmen Amaya,  Luisillo, Antonio el Bailarin (qui lui commande son buste en marbre) et les danseurs des ballets Katherine Dunham (1909-2006). Ginette Clas pratique elle-même la danse et côtoie les membres de la maîtrise Janine-Solane. Beaucoup de ces artistes viennent poser dans son atelier. 
En 1949, Ginette Cals se lie d’amitié avec Rosella Hightower (1920-2008) qui, quelques années plus tard, lui présentera Jacques Parrenin et son célèbre Quatuor. Cette amitié, « scandaleusement chaste » selon les mots du violoniste[réf. nécessaire], va se dérouler sur plusieurs années pendant lesquelles le quatuor va prendre l’habitude de venir répéter dans l'atelier de Ginette. De nombreuses œuvres sont nées de cette collaboration, dessins, toiles, et bas-relief dont l’expression, sous l’influence du travail musical auquel elle assiste, va s’orienter progressivement vers l’abstraction. Ginette Cals côtoie, grâce à la proximité de l’ensemble instrumental, un grand nombre de musiciens qui viennent collaborer avec le quatuor, parmi les plus connus de cette époque : le pianiste français Vlado Perlemuter (1904-202), le pianiste virtuose allemand Christian Zacharias (né en 1961), le musicien Michel Portal (né en 1935), les compositeurs Henri Sauguet(1901-1989) et André Boucourechliev (1925-1997). Elle dessine la formation américaine du Quatuor LaSalle, en visite à Paris, fait la connaissance de Nadia Boulanger… Cette activité durera jusqu’au début des années 1980. 
En 1960, lors d’une « brigade IGN » qui avait conduit les Cals jusqu’en Corse (Santo Pietro di Venaco), Ginette Cals avait ressenti, comme une évidence, la certitude de « vouloir mourir un jour sur cette terre »[réf. nécessaire]. Ils reviennent en 1968, dans l’Extrême-Sud cette fois, à Porto-Vecchio, où ils rencontrent le poète corse Jacky (Ghjacumu) Biancarelli. Les deux familles se lient d’amitié. Cette rencontre ainsi que le choc ressenti face à la beauté de la nature dans la période très particulière des lendemains de Mai-68 agissent sur sa détermination : Ginette prend la décision de s’installer définitivement dans cette région de l’île. La perte de son père en 1969 est l’autre événement marquant de cette période de grands changements : l'artiste met progressivement un terme à sa vie parisienne, s’écarte lentement de son parcours de peintre pour s’orienter vers sa véritable passion : la sculpture.

### La sculpture
En 1972, le maire de Porto-Vecchio, Jean-Paul de Rocca Serra, lui commande la réalisation du monument aux morts qu’elle réalise en taille directe dans une roche de granit local de 15 tonnes en 1972. Elle bâtit sa maison à Palombaggia en participant à l’élaboration du terrain en terrasses et des murs de pierres appareillées. Le maire lui confie – ainsi qu’à l’architecte Janine Gardent – l’aménagement de la place de la République (dessin, dallage, fontaine) qui sera réalisée en 1979. À cette occasion, elle se rend dans la région de Carrare pour choisir le dallage de la place et travaille avec l’entreprise Henraux. 
En 1981, elle est invitée à travailler dans l’atelier international de sculpture Henraux (Quercetta, région de Carrare) et réalise une sculpture en bronze pour le bassin en amazonite de la place de Porto-Vecchio. D’autres monuments et travaux d’architecture se succèdent : restauration du chevet et réalisation des vitraux de l’église Saint-Jean-Baptiste à Porto-Vecchio, monument aux morts de Lecci de Porto-Vecchio, bas-relief en marbre aux armes de Bonifacio. De 1986 à 1989, elle mène à bien la restauration du bastion de France à Porto-Vecchio (Corse-du-Sud).  
Elle fréquentera assidûment l’atelier Henraux (jusqu’en 1995) et elle aura l’occasion de s'y lier d’amitié avec divers sculpteurs : le Taïwanais Tu Kuo Wei, le Péruvien Melitón Rivera, le Japonais Yoshin Ogata, l’Italien Francesco Siani. Son œuvre sculpté compte plusieurs dizaines d’œuvres réalisées à partir de marbres divers et d’onyx de qualité (Afghanistan, Équateur, etc.). En 1982, elle rencontre par l'entremise de l’architecte Dona Galli l'artiste japonaise Akiko Sato qui réalisait jusque-là des tapisseries mais qui ne peut plus exercer son art. Ginette Cals l’aidera à changer de moyen d’expression en l’introduisant chez Henraux et en lui permettant d’acquérir une formation en sculpture sur pierre[réf. nécessaire]. 
En 1999 et 2000, Ginette Cals est invitée à exposer ses œuvres du Maghreb en Tunisie et au Maroc. 
Au début des années 2010, elle a entamé un travail pour la mise au jour de son œuvre par la rédaction d’une biographie illustrée et la participation à l’édition d’un ouvrage somme destiné à présenter l’ensemble de son œuvre, en relation avec son parcours de vie, paru en mai 2016 aux éditions Albiana.

## Expositions
- 1960 : Exposition peintures et dessins à la galerie Bassoul à Ajaccio.
- 1970 : Rétrospective « Vingt années de peintures » à la galerie Deutscher Bücherbund à Karlsruhe.
- 1992 : Une de ses sculptures est sélectionnée par l’entreprise Henraux pour la 13e foire internationale du marbre à Carrare.
- 1992 : Rétrospective «  Trente années de peintures » à la mairie de Lecci.
- 1992 : Exposition « Dix années de sculptures » au bastion de France à Porto-Vecchio.
- 1999 : Expositions à Carthage et Sidi Bou Said, Tunisie.
- 2005 : Exposition « Séjours au Maghreb. 1947-1951 », espace d’art Actua à Casablanca, Maroc (Ghita Tikri commissaire d’exposition).

## Œuvres monumentales
- 1972 : Monuments aux morts de Porto-Vecchio (Corse-du-Sud)
- 1984 : Monument aux morts de Lecci de Porto-Vecchio (Corse-du-Sud)

## Publications
- Séjours au Maghreb, 1947-1951, Albiana, 2000. Présentation Valérie Biancarelli.
- Mes carnets du Sud, séjours au Maghreb, 1947-1951, Attijariwafa bank, 2005. Édition bilingue arabe/français. Présentation Ghita Tikri.